# YUBA liga 1972-1973
La YUBA liga 1972-1973 è stata la 29ª edizione del massimo campionato jugoslavo di pallacanestro maschile. La vittoria finale è stata ad appannaggio del Radnički Belgrado.

## Regular season
|     | Squadra               | G  | V  | P  | PF    | PS    | Pt. | Qualificazione |
| --- | --------------------- | -- | -- | -- | ----- | ----- | --- | -------------- |
| 1.  | Radnički Belgrado     | 26 | 22 | 4  | 2.449 | 2.257 | 44  |                |
| 2.  | Stella Rossa Belgrado | 26 | 20 | 6  | 2.405 | 2.223 | 40  |                |
| 3.  | Partizan Belgrado     | 26 | 16 | 10 | 2.336 | 2.197 | 32  |                |
| 4.  | Borac Čačak           | 26 | 16 | 10 | 2.443 | 2.322 | 32  |                |
| 5.  | AŠK Lubiana           | 26 | 14 | 12 | 2.345 | 2.242 | 28  |                |
| 9.  | Jugoplastika Spalato  | 26 | 14 | 12 | 2.341 | 2.263 | 28  |                |
| 7.  | OKK Belgrado          | 26 | 14 | 12 | 2.220 | 2.223 | 28  |                |
| 8.  | Lokomotiva Zagabria   | 26 | 13 | 13 | 2.342 | 2.341 | 26  |                |
| 9.  | Zadar                 | 26 | 13 | 13 | 2.106 | 2.160 | 26  |                |
| 10. | Rabotnički Skopje     | 26 | 12 | 14 | 2.136 | 2.162 | 24  |                |
| 11. | Željezničar Sarajevo  | 26 | 11 | 15 | 1.998 | 2.069 | 22  |                |
| 12. | Bosna Sarajevo        | 26 | 10 | 16 | 2.067 | 2.115 | 20  |                |
| 13. | Kombinat Zrenjanin    | 26 | 6  | 20 | 2.241 | 2.443 | 12  | retrocesse     |
| 14. | Željezničar Karlovac  | 26 | 1  | 25 | 1.972 | 2.384 | 2   | retrocesse     |

| YUBA liga 1972-1973         |
| --------------------------- |
| Radnički Belgrado 1º titolo |

## Formazione vincitrice
| N° | Naz.                  | Ruolo | Sportivo             |  | Alt. |  |
| -- | --------------------- | ----- | -------------------- |  | ---- |  |
|    | Jugoslavia (bandiera) |       | Dragan Ivković       |  |      |  |
|    | Jugoslavia (bandiera) |       | Dragan Vučinić       |  |      |  |
|    | Jugoslavia (bandiera) |       | Dušan Trivalić       |  |      |  |
|    | Jugoslavia (bandiera) |       | Dragoljub Zmijanac   |  |      |  |
|    | Jugoslavia (bandiera) |       | Jovica Veljović      |  |      |  |
|    | Jugoslavia (bandiera) |       | Dragoslav Ražnatović |  | 190  |  |
|    | Jugoslavia (bandiera) |       | Miroslav Ðordević    |  |      |  |
|    | Jugoslavia (bandiera) | C     | Milun Marović        |  | 206  |  |
|    | Jugoslavia (bandiera) |       | Miroljub Damjanović  |  |      |  |
|    | Jugoslavia (bandiera) |       | Srećko Jarić         |  |      |  |
|    | Jugoslavia (bandiera) |       | Radovan Novović      |  |      |  |
|    | Jugoslavia (bandiera) |       | Milovan Tasić        |  |      |  |
|    | Jugoslavia (bandiera) |       | Dušan Zupančić       |  |      |  |
|    | Jugoslavia (bandiera) |       | Nikola Bjegović      |  |      |  |
|    | Jugoslavia (bandiera) |       | Slobodan Zimonjić    |  |      |  |
|    | Jugoslavia (bandiera) | All.  | Slobodan Ivković     |  |      |  |